# 狭叶龙舌兰
狭叶龙舌兰（学名：Agave angustifolia）是天门冬科、龙舌兰亚科、龙舌兰属的植物。分布于美洲以及中国大陆的南方各省等地，目前已由人工引种栽培。